# Europees kampioenschap basketbal mannen 1999
Eurobasket 1999 is het 31e gehouden Europees Kampioenschap basketbal. Eurobasket 1999 werd georganiseerd door FIBA Europe. Zestien landen die ingeschreven waren bij de FIBA, namen deel aan het toernooi dat gehouden werd in juni en juli 1999 in Frankrijk. Het basketbalteam van Italië won in de finale van het toernooi met 64-56 van Spanje, waarmee het de uiteindelijke winnaar van Eurobasket 1999 werd. De strijd om de derde en vierde plaats werd beslecht door gastland Frankrijk en Joegoslavië. Joegoslavië won de wedstrijd met 74-62.

## Eindklassement
1. Italië
2. Spanje
3. FR Joegoslavië
4. Frankrijk
5. Litouwen
6. Rusland
7. Duitsland
8. Turkije
9. Israël
10. Slovenië
11. Kroatië
12. Tsjechië
13. Noord-Macedonië
14. Hongarije
15. Bosnië en Herzegovina
16. Griekenland

| Eurobasket 1999 winnaar |
| ----------------------- |
| Italië Tweede titel     |

## Individuele prijzen

### MVP (Meest Waardevolle Speler)
- Gregor Fučka

### All-Star Team
- Carlton Myers
- Andrea Meneghin
- Alberto Herreros
- Dejan Bodiroga
- Gregor Fučka